# Distrito judicial de Apurímac
El distrito judicial de Apurímac es una división administrativa del Poder Judicial del Perú. Tiene como sede la ciudad de Abancay y su competencia se extiende a las provincias que conforman el departamento de Apurímac.

## Historia
El antecedente del Distrito Judicial fue la Corte Superior de Justicia de Apurímac, la misma que fue creada por Ley N.º 8242 del 8 de abril de 1936 y se instaló el 7 de septiembre de 1936 bajo la presidencia de Óscar R. Benavides. El 2001, la provincia de Cotabambas, que se había mantenido bajo la jurisdicción del Distrito Judicial del Cusco, se integró junto con las demás provincias apurimeñas a esta jurisdicción.

## Jurisdicción
En la actualidad la Corte Superior de Justicia de Apurímac tiene como ámbito de competencia al departamento de Apurímac. Hasta el 2001, la provincia de Cotabambas estuvo bajo la jurisdicción del distrito judicial del Cusco pero, desde ese año se integró junto con las demás provincias apurimeñas a esta jurisdicción.

## Conformación
Consta de 2 Salas Mixtas, 1 Sala Penal Transitoria, 5 Juzgados Penales, 1 Juzgado Civil Permanente, 3 Juzgado de Familia Permanente, 1 Juzgado de Familia Transitorio, 6 Juzgados Mixtos Permanentes, 2 Juzgados Mixtos Transitorios, 16 Juzgados de Paz Letrados. 1 Juzgado de Paz Letrado Transitorio.

## Sedes
Los órganos jurisdiccionales de este distrito judicial están distribuidos en la ciudad de Abancay.